# Badnagar
Badnagar, auch Badhnagar, ist eine Stadt im indischen Bundesstaat Madhya Pradesh. Die Stadt liegt 45 km westlich vom Distrikthauptquartier Ujjain und ist 244 km von der Landeshauptstadt Bhopal in östlicher Richtung und 72 km von Indore entfernt.
Die Stadt ist Teil des Distrikts Ujjain. Badnagar hat den Status eines Municipal Councils. Die Stadt ist in 20 Wards gegliedert. Sie hatte am Stichtag der Volkszählung 2011 36.438 Einwohner, von denen 18.733 Männer und 17.705 Frauen waren. Hindus bilden mit einem Anteil von über 66 % die Mehrheit der Bevölkerung in der Stadt. Die Alphabetisierungsrate lag 2011 bei 83,89 % und damit deutlich über dem nationalen Durchschnitt.
Die Stadt ist durch einen Bahnhof mit dem Rest des Landes verbunden. Der Bahnhof von Badnagar ist Teil der Western Railway zone der Indian Railways.

## Söhne und Töchter der Stadt
- Sriram Singh (* 1950), Mittelstreckenläufer und Sprinter